# Ньюси, Филипе
Филипе Жасинто Ньюси (порт. Filipe Jacinto Nyusi; род. 9 февраля 1959, Муеда, Португальская Восточная Африка) — мозамбикский государственный деятель. Президент Республики Мозамбик с 15 января 2015 по 15 января 2025 года.

## Биография
Филипе Ньюси родился в феврале 1959 года в крестьянской семье в португальской колонии Мозамбик. Этническая принадлежность — маконде. Его детство и юность пришлись на национально-освободительную войну против португальских колонизаторов.
Его родители были борцами за свободу Мозамбика, а ему самому пришлось с детства скрываться в соседней Танзании, где он и окончил школу и попал в число молодых кадров ФРЕЛИМО, куда вступило в 1973 году. Там же, в Танзании, в том же году начал изучать военное дело в Центре Начингвеа.
После получения Мозамбиком независимости в 1975 году необходимость в военной специальности отпала, и он начал учиться на инженера в Мапуту. Учёбу продолжил в Чехословакии (Брно, Брненский технический университет) и в Великобритании (Манчестерский университет, магистр с 1999).
С 1993 по 1995 год занимал должность директора железной дороги. С 1995 по 2007 годы исполнительный директор компании CFM-Norte. Проходил Другие краткосрочные курсы и профессиональные стажировки в Свазиленде, ЮАР и США.
С 2002 по 2008 год был по совместительству профессором факультета математики педагогического университета Нампулы. С 2007 по 2008 год занимал должность исполнительного директора компании Portos e Caminhos de Ferro de Maputo в области бизнес-исследований.
С 1995 по 2005 год был президентом футбольного клуба Ferroviário de Nampula, в 2004 году привёл клуб к завоеванию титула национального чемпиона Мозамбика.
В 2008 году был назначен министром обороны Мозамбика. Занимал этот пост до выдвижения его кандидатуры партией ФРЕЛИМО на пост президента страны в 2014 году. Член ЦК ФРЕЛИМО с 2012 года.
Был избран президентом по итогам выборов 2014 года.
Вступил в должность президента 15 января 2015 года. На выборах 15 октября 2019 года был переизбран, получив 73,46 % голосов.